# Fitorregulador
Fitorregulador são substâncias utilizadas para interferir no metabolismo (anabolismo e catabolismo) dos vegetais. Os mais conhecidos são os hormônios, quais sejam as diversas formas (naturais e sintéticas) de Etileno, Giberilinas, Ácido Abscísico e Citocinina.
No geral, os fitorreguladores são utilizados para tolhir o crescimento de partes ou do todo da planta, tal como ocorre na cultura do algodão, para induzir a manutenção de um estádio fenológico (fase vegetativa - crescimento), ou a mudança de estádio (da fase vegetativa para a fase reprodutiva - florescimento e frutificação), para induzir ao enraizamento (auxinas) e brotação (giberelinas), ou ainda como herbicida levando a planta ao colapso.
Pode-se dizer que todo hormônio vegetal é um potencial fitorregular, mas nem todo fitorregulador é hormônio visto a confecção sintética de algumas dessas substâncias que não são encontradas nos vegetais.